# Fantasía, S. A.
Fantasía, S. A. fue una serie de historietas creada por el guionista Andreu Martín y el dibujante Edmond para el semanario "Tío Vivo" de Editorial Bruguera en 1975.

## Trayectoria editorial
En Francia, la serie fue publicada en los números 1 a 10 de la revista "Antares" (octubre de 1978 a julio de 1979) llegando a tener honores de portada, y con el título de Fantasia et Cie. 